# Castelló de Rugat
Castelló de Rugat település Spanyolországban, Valencia tartományban. Castelló de Rugat Aielo de Rugat és Lorcha/L'Orxa községekkel határos. Lakosainak száma 2352 fő (2024).

## Népesség
A település népessége az utóbbi években az alábbiak szerint változott:
| Lakosok száma | 2063 | 2301 | 2391 | 2433 | 2326 | 2302 | 2278 | 2274 | 2315 | 2352 |
|               | 2001 | 2004 | 2007 | 2009 | 2012 | 2014 | 2017 | 2019 | 2022 | 2024 |